# Jakob Werlin
Jakob Werlin (Graz, 10 maggio 1886 – Salisburgo, 23 settembre 1965) è stato un progettista tedesco.
Fu uno dei due progettisti interpellati da Hitler per la realizzazione della Macchina del Popolo (Volkswagen).

## Biografia
Iniziò la sua carriera nel campo dell'automobile aprendo una concessionaria Mercedes-Benz a Monaco e divenne l'interfaccia di Hitler con la Daimler-Benz.
Sopravvisse alla guerra e attualmente suo figlio possiede una concessionaria Mercedes a Traunstein. Morì il 23 settembre 1965 e fu sepolto nel cimitero Waldfriedhof a Monaco.

## Onorificenze
| Controllo di autorità | VIAF (EN) 100501608 · GND (DE) 139206450 |